# Arn Anderson
 (janvier 2012).
 (juin 2012).
Le contenu est difficilement compréhensible vu les erreurs de traduction, qui sont peut-être dues à l'utilisation d'un logiciel de traduction automatique.
Martin Lunde, plus connu sous son nom de ring d'Arn Anderson (né le 20 septembre 1958 à Rome, Géorgie), est un catcheur américain. Il est principalement connu pour son travail à la Mid-Atlantic Championship Wrestling (en) ainsi qu'à la World Championship Wrestling où il est l'un des membres du clan des Four Horsemen.

## Jeunesse
Lunde pratique la lutte au lycée de Rome, Géorgie dans la catégorie des moins de 167 lb (76 kg) et remporte le championnat de l'état de Géorgie puis il se classe second d'une compétition nationale. Après le lycée, il compte déjà entamer une carrière de catcheur mais il décide de faire de l'haltérophilie car il se considère comme pas assez musclé.

## Carrière

### Débuts à la Georgia Championship Wrestling (1981-1984)
Lunde commence sa carrière à la Georgia Championship Wrestling le 26 décembre 1981 sous le nom de ring de Jim Verderoso et perd avec Deke Rivers un match par équipe face à Bob et Brad Armstrong. Il utilise aussi son vrai nom entre 1982 et 1983 et fait équipe avec Matt Borne avec qui il forme Destruction Inc..

### Premiers titres à la Southeastern Championship Wrestling (1983-1985)
Lunde arrive à la Southeastern Championship Wrestling, une fédération membre de la National Wrestling Alliance (NWA) couvrant les états du Tennessee et de l'Alabama, où il utilise le nom de Super Olympia. Rapidement, Ole Anderson constate que Lunde lui ressemble beaucoup et lui propose d'utiliser le nom d'Arn Anderson et d'être annoncé comme son neveu. Le 15 janvier 1984, il fait équipe avec Jerry Stubbs et bat Jimmy Golden et Jacques Rougeau en finale d'un tournoi pour désigner les nouveaux champions par équipe du Sud-Est de la NWA,. En mars, ils perdent leur titre face à Jimmy Golden et Robert Fuller et le récupèrent dans le même mois à la suite d'une blessure de Fuller. Leur second règne prend fin le 4 juin après leur défaite face à Johnny Rich et The Tonga Kid. Ils reprennent le titre le 16 juillet et conservent les ceintures jusqu'au 6 août où Rich et The Tonga Kid reprennent le titre,. Anderson fait ensuite équipe avec Pat Rose avec qui il devient une quatrième fois champion par équipe après leur victoire sur Johnny Rich et The Tonga Kid, ces derniers redeviennent champions en octobre 1984. Le 25 février 1985, il quitte la fédération après sa défaite dans un Loser Leaves Town match face à Robert Fuller.

### Mid-Atlantic Championship Wrestling (1985-1988)
Anderson rejoint la Mid-Atlantic Championship Wrestling (en), une fédération membre de la National Wrestling Alliance (NWA) couvrant une partie de la cote est des États-Unis, et fait équipe avec Ole Anderson et ils deviennent champions national par équipe le 28 avril 1985 après leur victoire sur Manny Fernandez et Thunderbolt Patterson. Le six juillet au cours de la première édition du Great American Bash, les Anderson conservent leur titre face à Dick Slater et Buzz Sawyer. Un mois plus tard, ils tentent de remporter le championnat du monde par équipe de la NWA dans sa version Mid-Atlantic face aux Rock n' Roll Express (Ricky Morton et Robert Gibson) mais se font disqualifier, Leur équipe prend le nom de Minnesota Wrecking Crew et en novembre ils forment avec Ric Flair et Tully Blanchard les Four Horsemen en s'attaquant à Dusty Rhodes. le 28 novembre au cours de Starrcade, ils battent Billy Jack Haynes et Wahoo McDaniel (en) dans un match où le titre de champion national par équipe de la NWA est en jeu.
Le 4 janvier 1986, Anderson remporte son premier titre individuel en devenant champion du monde Télévision de la NWA après avoir remporté un tournoi où il élimine successivement Jimmy Valiant (en), Ron Garvin puis Wahoo McDaniel. En février, la Mid-Atlantic décide de retirer le titre national par équipe qu'il détient avec Ole. Le 19 avril, il fait équipe avec Tully Blanchard au cours de la Jim Crockett Sr. Memorial Cup mais ils se font sortir au second tour par Bobby Fulton et Tommy Rogers. Au cours du printemps, les Four Horsemen cassent le nez de Ricky Morton, en découle un match entre Arn et Ole les opposant aux Rock n'Roll Express au cours du Great American Bash en juillet pour désigner les challengers pour le championnat du monde par équipe de la NWA (version Mid-Atlantic) qui se conclut sur une égalité après avoir atteint la limite de temps. Ils ont l'occasion de remporter ce titre face au Rock n'Roll Express le 27 novembre au cours de Starrcade mais ils se font battre dans un match en cage.

### World Wrestling Federation / World Wrestling Entertainment(2001-2019)
Anderson travaille comme road agent et producteur pour la World Wrestling Federation / World Wrestling Entertainment (WWF puis WWE à partir de 2002) peu après le rachat de la World Championship Wrestling par la WWF. Le 22 février 2019, la WWE annonce le départ d'Anderson à la suite d'« une faute professionnelle ».

## Vie privée
Bien que cela ait été annoncé à de nombreuses reprises, Arn n'a aucun lien de parenté Gene Anderson (en), Lars Anderson (en), Ole Anderson, C.W. Anderson, Ken Anderson (Mr. Kennedy) ou Ric Flair. Il s'est fait donné le nom Anderson et était annoncé comme le cousin de Ole avec sa ressemblance à Ole en apparence et dans le style de catch. Flair est lui un ami de longue date de Arn Anderson.
Arn est marié à Erin, avec qui il a deux enfants, Barrett et Brock. Il avait une « fille » nommée « Susan Lunde » dans une storyline comprenant le catcheur indépendant Trent Wylde en Caroline du Nord. Cette « fille » était un personnage fictif et n'a jamais existé.
Comme reporté dans sa biographie, dans un match en 1994, Arn était envoyé à travers les cordes du ring. La corde supérieure s'est séparée du coin, mais il réussit à rester debout. Six mois plus tard, le même évènement arriva, mais cette fois il tomba par terre sous le poids de son corps et se blessa ainsi à la tête, la nuque et le dos. Il ne s'est jamais reposé pour se soigner, ce qui aggrava ses blessures. Dans sa biographie, Arn dit que le premier signe du problème était pendant un match, où son bras gauche devenait engourdi et ne répondait plus. Plus tard, ils trouvaient une écharde, sans doute tombée de la corde pendant l'accident, enlevant du confort au coude et ajoutant une faiblesse.
Mais lorsqu'il vit un chiropraticien à Charlotte et consulté des experts médicaux à Atlanta, le dommage s'avéra bien plus sévère. Une opération chirurgicale devenait nécessaire pour maintenir les fonctions motrices de son bras. L'opération menée à Atlanta fin 1996 réussit, sans toutefois diminuer la faiblesse de certains muscles, affectant ainsi le contrôle et la masse musculaire de son bras gauche. Il passait quelques semaines à l'hôpital pendant ce temps, créditant sa récupération à sa femme, son thérapeute, et le fait qu'il ne voulait pas laisse ses enfants orphelins. Cependant, il y retournait en mars 1997 avec des problèmes cardiaques et pulmonaires, mais il s'en tirait et sortait peu de temps après.
Il raconta enfin dans son discours de retraite, qu'en juillet 1997, alors qu'il ne travaillait pas, un ami le voyait à la gym et lui donna une tape dans le dos. Sous l'effet du choc, Arn laissa tomber la bouteille d'eau qu'il portait. Son bras gauche resta ainsi inutilisable pour plusieurs heures. Il réalisa que son retour sur le ring pouvait lui causer une nouvelle blessure à la nuque et le laisser paralysé.

## Palmarès
- Georgia Championship Wrestling (en)
  - NWA National Tag Team Championship (1 fois) avec Ole Anderson

- Mid-Atlantic Championship Wrestling (en)
  - NWA World Tag Team Championship (Mid-Atlantic version) (2 fois) avec Tully Blanchard[22]
  - NWA World Television Championship (3 fois)[23]

- Southeastern Championship Wrestling (en)
  - NWA Southeast Tag Team Championship (en) (4 fois) avec Jerry Stubbs (3) et Pat Rose (1)
- World Championship Wrestling
  - NWA World Tag Team Championship (1 fois) avec Paul Roma
  - WCW World Tag Team Championship (3 fois) avec Larry Zbyszko (1), Bobby Eaton (1), et Paul Roma (1)[24]
  - WCW World Television Championship (2 fois)[23]
- World Wrestling Federation
  - WWF World Tag Team Championship (1 fois) avec Tully Blanchard[25]

## Récompenses des magazines
- Pro Wrestling Illustrated
  - 4e Rookie de l'année en 1983[26]
  - Rivalité de l'année en 1987 avec les Four Horsemen vs. The Super Powers et les Road Warriors[27]
  - Équipe de l'année en 1989 avec Tully Blanchard[28]
  - Équipe de l'année en 1991 avec Larry Zbysko[28]
  - PWI Editor's Award en 1997[29]

- Wrestling Observer Newsletter
  - Trophée du meilleur en interview en 1990[30]

| # | Résultat | Adversaire                                                                                             | Évènement                        | Date            | Durée | Lieu                        | Notes |
| - | -------- | --- | -------------------------------- | --------------- | ----- | --------------------------- | --- |
| 1 | Défaite  | Road Warriors (Road Warrior Animal et Road Warrior Hawk), Dusty Rhodes, Nikita Koloff et Paul Ellering | NWA The Great American Bash 1987 | 31 juillet 1987 | 28:35 | Miami, Orange Bowl, Floride | Il s'agit d'un War Games Match où il fait équipe avec Ric Flair, Lex Luger, Tully Blanchard et The War Machine. |